# Izquierdo (cràter)
Izquierdo és un cràter d'impacte en el planeta Mercuri de 174 km de diàmetre. Porta el nom de la pintora mexicana María Izquierdo (c. 1902-1955), i el seu nom va ser aprovat per la Unió Astronòmica Internacional el 2009.
Està situat a l'est de Beagle rupes i del cràter Sveinsdóttir. El sòl d'Izquierdo és suau, del resultat d'haver estat parcialment ple de lava volcànica. Els contorns circulars de les vores dels «cràters fantasma» (petits cràters més antics que han estat enterrats en gran manera per la lava que va omplir la conca) són visibles en uns pocs llocs des del sòl d'Izquierdo. Les restes d'un anell interior enterrat també és tot just discernible en alguns punts. Hi ha hagut impactes més recents sobre el sòl d'Izquierdo, que van crear alguns cràters petits i ben definits.